# Melothria uliginosa
Melothria uliginosa là một loài thực vật có hoa trong họ Cucurbitaceae. Loài này được Cogn. mô tả khoa học đầu tiên.